# El Pino
El Pino é um pequeno município da República Dominicana pertencente à província de Dajabón.
Sua população estimada em 2012 era de 1 410 habitantes.